# ザ・ビュー (バンド)
ザ・ビュー (The View) は、スコットランド・ダンディー出身のインディー・ロックバンド。ピート・ドハーティに渡したデモがきっかけでベイビーシャンブルズのツアーをサポートし、プライマル・スクリーム、アンダートーンズなどのオープニングアクトを務め、シーンに躍り出る事になる。オアシスからも高く評価されており、彼らもオアシスを尊敬している。

## 来歴
元ラフ・トレード・レコードのA&Rで、ザ・リバティーンズと契約した経歴を持つジェームズ・エンディコットがソニー・ミュージック傘下に設立した1965 Recordsと契約。2006年8月7日、デビューシングル「ウェイステッド・リトルDJ's」をリリース。シングルは同年7月9日に MTV Two/NME チャートに入り、同年8月13日には1位となった。そして同日全英シングルチャートにランクインした。
デビューアルバム発売前にもかかわらず、レディング・フェスティバルに出演し、ロンドンのアストリア公演をソールドアウトさせた。
2006年12月にはブリティッシュ・アンセムズに参加して初の日本公演を果たし、同月18日には原宿アストロホールにて単独ギグを行った。
2007年1月22日、デビューアルバム『ハッツ・オフ・トゥ・ザ・バスカーズ』をリリース。このアルバムは、次週には全英アルバムチャートにランクインし、同年のマーキュリー賞にもノミネートされた。
2009年2月2日、2ndアルバム『フィッチ・ビッチ？』をリリース。
2011年3月14日、3rdアルバム『ブレッド・アンド・サーカシズ』をリリース。
2012年、バンドはクッキング・ヴァイナルとレコード契約を交わし、同年7月9日に4thアルバム『チーキィ・フォー・ア・リーズン』をリリース。日本ではよしもとアール・アンド・シーから7月4日に先行リリースされた。また、アメリカでは2013年2月19日に429レコードからリリースされた。

## メンバー
- カイル・ファルコナー (Kyle Falconer) ボーカル、ギター
- キーレン・ウェブスター (Kieren Webster) ベース、ギター
- ピーター・ライリー (Peter Reilly) ギター
- スティーヴン・モリソン (Steven Morrison) ドラム

## ディスコグラフィー

### スタジオ・アルバム
|   | 年   | アルバム | 英 | 日 | ゴールド等認定(UK) |
| - | ---- | --- | -- | -- | ------------------ |
| 1 | 2007 | ハッツ・オフ・トゥー・ザ・バスカーズ Hats Off to the Buskers - 発売日：2007年1月22日 - レーベル：1965             | 1  | 16 | プラチナ(30万枚)   |
| 2 | 2009 | フィッチ・ビッチ? Which Bitch? - 発売日：2009年2月2日 - レーベル：1965                                            | 4  | 23 |                    |
| 3 | 2011 | ブレッド・アンド・サーカシズ Bread and Circuses - 発売日：2011年3月14日 - レーベル：1965                          | 14 | 71 |                    |
| 4 | 2012 | チーキィ・フォー・ア・リーズン Cheeky For A Reason - 発売日：2012年7月9日 - レーベル：クッキング・ヴァイナル、429 | 9  | 83 |                    |
| 5 | 2015 | ロープウォーク Ropewalk - 発売日：2015年9月3日 - レーベル：クッキング・ヴァイナル                                 | 21 |    |                    |

### コンピレーション・アルバム
- セヴン・イヤー・セットリスト - Seven Year Setlist （2013年、クッキング・ヴァイナル）

### EP
- The View EP （2006年）
- Cutting Corners EP （2011年）

## 日本公演
- 2006年
  - 12月16日 新木場スタジオコースト（ブリティッシュ・アンセムズ）、18日 原宿アストロホール
- 2007年
  - 5月28日 渋谷クラブクアトロ、29日 渋谷クラブクアトロ、30日 名古屋クラブクアトロ、31日 心斎橋クラブクアトロ